# Matsuo Basho

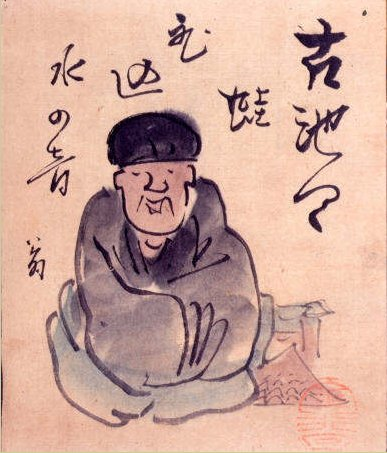
Bashō gezien door Yokoi Kinkoku (1761-1832)

Matsuo Bashō (Japans: 松尾芭蕉) (Ueno, 1644 - Osaka, 28 november 1694), wiens eigenlijke naam Matsu Kinsaku wordt (naast Masaoka Shiki, Yosa Buson en anderen) gezien als een van de grootste van alle haiku-meesters. Geboren in Ueno en in dienst van de keizerlijke Yoshita-familie, maakt hij zich hier rond zijn 28ste van los en trekt met zijn volgelingen door het land, onderwijl onsterfelijke poëzie makend. Hij schreef zijn gedichten niet, maar sprak ze uit, waarna ze door zijn 'discipelen' werden opgetekend.
In veel van zijn werk klinkt de boeddhistische filosofie door, voortdurend wordt de lezer herinnerd aan de vergankelijkheid van alles wat hij ziet.
| Hasi-ike ya    | Lotus in de vijver      |
| orade sonomama | Ongeplukt, zoals zij is |
| tamamatsuri    | Het feest van de dood   |

| Moro moro no     | Leg neer bij de wilg    |
| kokoro yanagi ni | de walging, de begeerte |
| makasu beshi     | die leeft in uw hart    |

Bashō maakte weliswaar zijn haiku op de inspiratie van het moment, maar droeg er zorg voor dat niets werd gepubliceerd dat hijzelf onwaardig vond. Zijn haiku werden dan ook in de kring van zijn discipelen aan kritiek onderworpen.
Een van de meest kenmerkende anekdotes uit zijn leven betreft de acht gezichten op het Omi-meer. Iemand vroeg Bashō, bij wijze van grap, of hij alle acht gezichten in één haiku kon vangen. Bashō antwoordde:
| Shichi kei wa    | De acht gezichten?       |
| kiri-ni kakurete | De mist verborg er zeven |
| Mii-no-kane      | Bij Mii's klokklank.     |

De klokken van Mii zijn een van de acht gezichten, zoals ze door Hiroshige zijn afgebeeld.

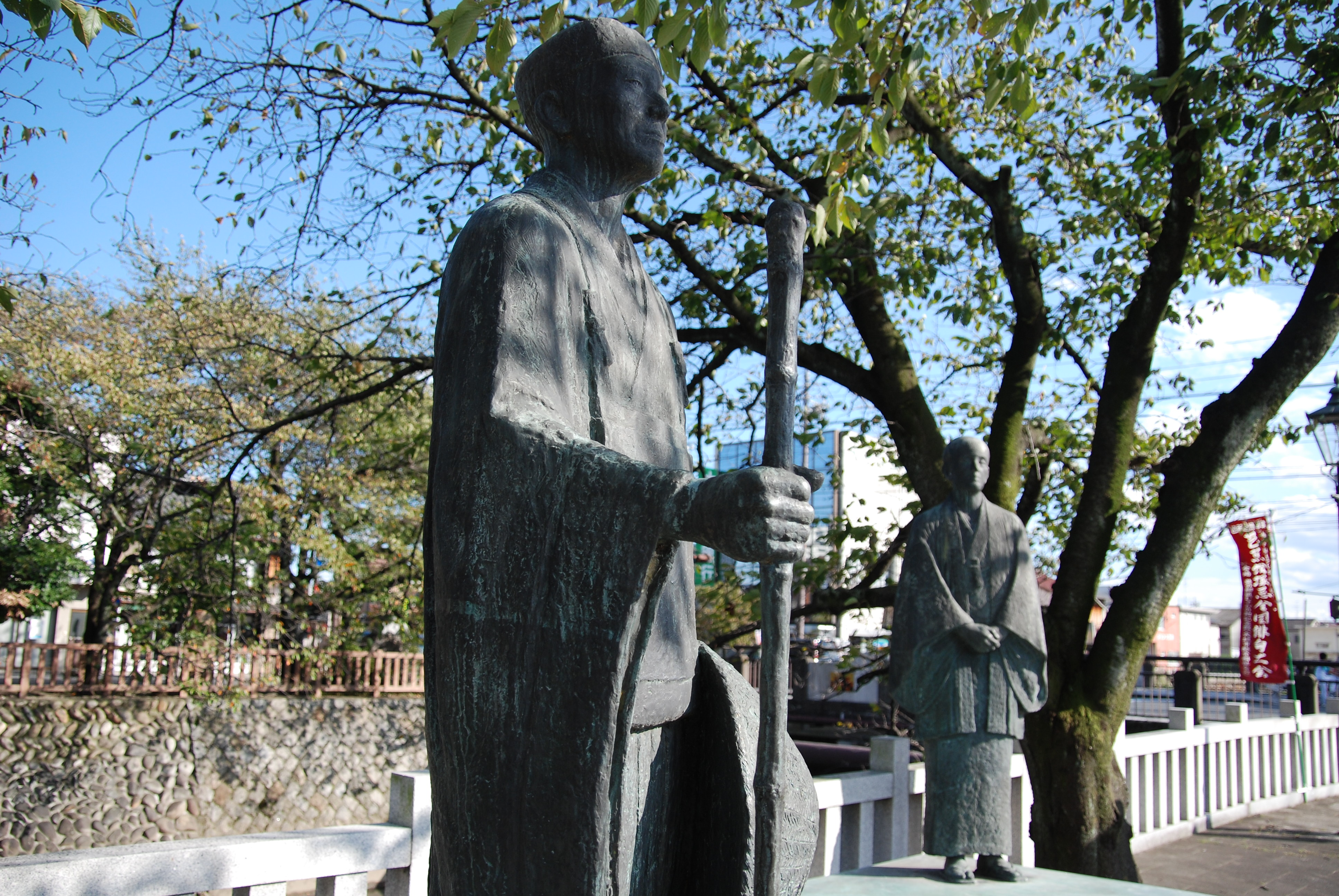
Matsuo Bashō Ogaki-shi

Behalve haiku schreef Bashō ook proza, zoals De smalle weg naar Oku (Oku no Hosomichi), waarin hij het verhaal vertelde van zijn tocht door Noord-Japan.
Bashō stierf onderweg, zoals hij geleefd had. Toen hij zijn dood voelde naderen, vroegen zijn leerlingen hem om een laatste haiku. Bashō weigerde en zei dat hij elke haiku die hij geschreven had beschouwde als zijn laatste. In de ochtend echter vertelde hij dat hij een droom had gehad en zei:
| Tabi ni yamite    | Ziek op deze reis    |
| yume wa kareno wo | over de dorre velden |
| kake-meguru       | blijven de dromen    |

## Werken van Basho
- Kai Ōi (1672)
- Edo Sangin (江戸三吟) (1678)
- Inaka no Kuawase (田舎之句合) (1680)
- Tōsei Montei Dokugin Nijū Kasen (桃青門弟独吟廿歌仙) (1680)
- Tokiwaya no Kuawase (常盤屋句合) (1680)
- Minashiguri (虚栗, "A Shriveled Chestnut") (1683)
- Nozarashi Kikō (1684)
- Fuyu no Hi (1684)
- Haru no Hi (1686)
- Kawazu Awase (1686)
- Kashima Kikō (1687)
- Oi no Kobumi, of Utatsu Kikō (1688)
- Sarashina Kikō (1688)
- Arano (1689)
- Hisago (1690)
- Sarumino 猿蓑 (1691)
- Saga Nikki (1691)
- Bashō no Utsusu Kotoba (1691)
- Heikan no Setsu (1692)
- Fukagawa Shū
- Sumidawara (1694)
- Betsuzashiki (1694)
- Oku no Hosomichi (1694)
- Zoku Sarumino